# Julio Donisa
Julio Kenny Donisa (L'Haÿ-les-Roses, 15 gennaio 1994) è un calciatore francese naturalizzato malgascio, attaccante del Sablé e della nazionale malgascia.

## Carriera

### Club
Dopo il suo arrivo dalla Martinica, Donisa si è allenato con il CS Brétigny-sur-Orge e in seguito ha giocato con la squadra U19 del Rouen. Durante la sua militanza al Rouen, era vicino al trasferimento al Parma, ma alla fine la trattativa saltò poiché doveva risarcire il club di Brétigny. Riuscì comunque a trasferirsi in Italia, militando nella Battipagliese e nel Fondi.
Nel 2015, ha firmato un contratto con l'AS Pagny-sur Moselle dopo una partita di allenamento organizzata dal suo agente. Nella sua seconda stagione con il club ha segnato tredici gol, e in seguito si è unito al Concarneau, formazione militante nel Championnat National.
Donisa fu uno dei protagonisti del Championnat National nella stagione 2017-2018, attirando l'attenzione del Red Star, con il quale ha firmato un contratto biennale da professionista poco prima dell'inizio della stagione 2018-2019. Il 27 luglio 2018, durante la prima giornata della stagione 2018-2019, Donisa ha fatto il suo debutto in Ligue 2 con il Red Star nella sconfitta casalinga per 2-1 contro il Niort.
Nel gennaio 2019, è stato girato in prestito al Lyon-La Duchère dal Red Star fino al termine della stagione. Mentre era al Lyon-Duchère, ha catturato l'interesse dei dirigenti del Clermont Foot, con il quale nell'agosto 2019 ha firmato un contratto biennale.
Nel giugno 2020, Donisa ha firmato un contratto con il Le Mans.

### Nazionale
Donisa è nato in Francia e ha origini martinicane, riunionesi e malgasce. Ha fatto il suo esordio con la nazionale martinicana nella vittoria per 1-0 contro Porto Rico il 13 ottobre 2018, incontro valido per le qualificazioni alla CONCACAF Nations League 2019-2020.

## Statistiche

### Presenze e reti nei club
Statistiche aggiornate al 3 giugno 2022.
| Stagione                 | Squadra                  | Campionato               | Campionato | Campionato | Coppe nazionali | Coppe nazionali | Coppe nazionali | Coppe continentali | Coppe continentali | Coppe continentali | Altre coppe | Altre coppe | Altre coppe | Totale | Totale |
| Stagione                 | Squadra                  | Comp                     | Pres       | Reti       | Comp            | Pres            | Reti            | Comp               | Pres               | Reti               | Comp        | Pres        | Reti        | Pres   | Reti   |
| ------------------------ | ------------------------ | ------------------------ | ---------- | ---------- | --------------- | --------------- | --------------- | ------------------ | ------------------ | ------------------ | ----------- | ----------- | ----------- | ------ | ------ |
| 2013-2014                | Battipagliese            | D                        | 25         | 2          | -               | -               | -               | -                  | -                  | -                  | -           | -           | -           | 25     | 2      |
| 2014-2015                | Fondi                    | D                        | 13         | 0          | -               | -               | -               | -                  | -                  | -                  | -           | -           | -           | 13     | 0      |
| 2015-2016                | Pagny-sur-Moselle        | CFA 2                    | 25         | 3          | CF              | 2               | 0               | -                  | -                  | -                  | -           | -           | -           | 27     | 3      |
| 2016-2017                | Pagny-sur-Moselle        | CFA 2                    | 25         | 13         | -               | -               | -               | -                  | -                  | -                  | -           | -           | -           | 25     | 13     |
| Totale Pagny-sur-Moselle | Totale Pagny-sur-Moselle | Totale Pagny-sur-Moselle | 50         | 16         |                 | 2               | 0               |                    | -                  | -                  |             | -           | -           | 52     | 16     |
| 2017-2018                | Concarneau               | CN                       | 31         | 8          | CF              | 4               | 4               | -                  | -                  | -                  | -           | -           | -           | 35     | 12     |
| 2018-gen. 2019           | Red Star                 | L2                       | 18         | 2          | CF+CdL          | 1+1             | 0+0             | -                  | -                  | -                  | -           | -           | -           | 20     | 2      |
| gen.-giu. 2019           | Lyon-La Duchère          | CN                       | 10         | 4          | CF              | 1               | 0               | -                  | -                  | -                  | -           | -           | -           | 11     | 4      |
| 2019-2020                | Clermont Foot            | L2                       | 24         | 0          | CF+CdL          | 1+2             | 0+0             | -                  | -                  | -                  | -           | -           | -           | 27     | 0      |
| 2020-2021                | Le Mans                  | CN                       | 17         | 3          | -               | -               | -               | -                  | -                  | -                  | -           | -           | -           | 17     | 3      |
| 2021-2022                | Le Mans                  | CN                       | 21         | 4          | CF              | 2               | 1               | -                  | -                  | -                  | -           | -           | -           | 23     | 5      |
| Totale carriera          | Totale carriera          | Totale carriera          | 209        | 39         |                 | 14              | 5               |                    | -                  | -                  |             | -           | -           | 223    | 44     |

### Cronologia presenze e reti in nazionale
| Cronologia completa delle presenze e delle reti in nazionale ― Madagascar | Cronologia completa delle presenze e delle reti in nazionale ― Madagascar | Cronologia completa delle presenze e delle reti in nazionale ― Madagascar | Cronologia completa delle presenze e delle reti in nazionale ― Madagascar | Cronologia completa delle presenze e delle reti in nazionale ― Madagascar | Cronologia completa delle presenze e delle reti in nazionale ― Madagascar | Cronologia completa delle presenze e delle reti in nazionale ― Madagascar | Cronologia completa delle presenze e delle reti in nazionale ― Madagascar |
| Data                                                                      | Città                                                                     | In casa                                                                   | Risultato                                                                 | Ospiti                                                                    | Competizione                                                              | Reti                                                                      | Note                                                                      |
| ------------------------------------------------------------------------- | ------------------------------------------------------------------------- | ------------------------------------------------------------------------- | ------------------------------------------------------------------------- | ------------------------------------------------------------------------- | ------------------------------------------------------------------------- | ------------------------------------------------------------------------- | ------------------------------------------------------------------------- |
| 1-6-2022                                                                  | Cape Coast                                                                | Ghana                                                                     | 3 – 0                                                                     | Madagascar                                                                | Qual. Coppa d'Africa 2023                                                 | -                                                                         | 67’                                                                       |
| 5-6-2022                                                                  | Antananarivo                                                              | Madagascar                                                                | 1 – 1                                                                     | Angola                                                                    | Qual. Coppa d'Africa 2023                                                 | -                                                                         | 76’                                                                       |
| Totale                                                                    |                                                                           | Presenze                                                                  | 2                                                                         |                                                                           | Reti                                                                      | 0                                                                         |                                                                           |

| Cronologia completa delle presenze e delle reti in nazionale ― Martinica | Cronologia completa delle presenze e delle reti in nazionale ― Martinica | Cronologia completa delle presenze e delle reti in nazionale ― Martinica | Cronologia completa delle presenze e delle reti in nazionale ― Martinica | Cronologia completa delle presenze e delle reti in nazionale ― Martinica | Cronologia completa delle presenze e delle reti in nazionale ― Martinica | Cronologia completa delle presenze e delle reti in nazionale ― Martinica | Cronologia completa delle presenze e delle reti in nazionale ― Martinica |
| Data                                                                     | Città                                                                    | In casa                                                                  | Risultato                                                                | Ospiti                                                                   | Competizione                                                             | Reti                                                                     | Note                                                                     |
| ------------------------------------------------------------------------ | ------------------------------------------------------------------------ | ------------------------------------------------------------------------ | ------------------------------------------------------------------------ | ------------------------------------------------------------------------ | ------------------------------------------------------------------------ | ------------------------------------------------------------------------ | ------------------------------------------------------------------------ |
| 13-10-2018                                                               | Bayamón                                                                  | Porto Rico                                                               | 0 – 1                                                                    | Martinica                                                                | CONCACAF Nations League 2019-2020 - Qualificazioni                       | -                                                                        |                                                                          |
| 19-11-2018                                                               | Fort-de-France                                                           | Martinica                                                                | 4 – 2                                                                    | Antigua e Barbuda                                                        | CONCACAF Nations League 2019-2020 - Qualificazioni                       | -                                                                        | 80’                                                                      |
| 6-9-2019                                                                 | Fort-de-France                                                           | Martinica                                                                | 1 – 1                                                                    | Trinidad e Tobago                                                        | CONCACAF Nations League 2019-2020 - Fase a gironi                        | -                                                                        | 85’                                                                      |
| 9-9-2019                                                                 | Port of Spain                                                            | Trinidad e Tobago                                                        | 2 – 2                                                                    | Martinica                                                                | CONCACAF Nations League 2019-2020 - Fase a gironi                        | -                                                                        | 59’                                                                      |
| 13-10-2019                                                               | San Pedro Sula                                                           | Honduras                                                                 | 1 – 0                                                                    | Martinica                                                                | CONCACAF Nations League 2019-2020 - Fase a gironi                        | -                                                                        | 57’                                                                      |
| Totale                                                                   |                                                                          | Presenze                                                                 | 5                                                                        |                                                                          | Reti                                                                     | 0                                                                        |                                                                          |